# Indiegogo
Indiegogo — сайт фінансування творчих проєктів за схемою громадського фінансування, заснований у 2008 році. Штаб-квартира знаходиться в Сан-Франциско, Каліфорнія. Дев'ять мільйонів людей з усього світу відвідують сайт щомісяця.
Поряд з Kickstarter, Indiegogo є одним з найпопулярніших вебсайтів громадського фінансування в Америці.

## Історія
У 2006 році Даная Рінгельманн вступила в школу бізнесу Хаас. Там вона зустріла Еріка Шелла і Славу Рубіна, які мали схожий досвід з фандрейзингом. Шелл раніше працював з The House Theater Company в Чикаго, в той час як Рубін почав благодійний збір коштів для дослідження раку, після втрати батька.
Рінгельманн, Шелл і Рубін розробили свою концепцію у 2007 році під назвою Project Keiyaku. Сайт, офіційно запущений на кінофестивалі Sundance у січні 2008 року, мав акцент на кінопроєктах. У червні 2010 року MTV New Media співпрацює з Indiegogo для розробки нового контенту для проєктів сайту. У лютому 2012 року Startap America президента Барака Обами співпрацює з Indiegogo, щоб запропонувати краудфандинг для підприємців в США.
У червні 2012 року Indiegogo отримав 15 мільйонів доларів в серію А від Visigures, Khosla Ventures і Стіва Шетлера, співзасновника Zynga. У січні 2014 року серія B додала 40 мільйонів доларів, щоб принести загальний венчурний капітал 56,5 мільйонів доларів. Девід Мандельброт став генеральним директором компанії у січні 2016 року.
У травні 2019 року Мандельброт покинув компанію з особистих причин. Його наступником став колишній лідер Reddit Енді Янг.

## Система громадського фінансування
За словами співзасновника проєкту Слави Рубіна (Slava Rubin), сайт «дозволить кожному зібрати гроші для будь-якої ідеї». Структура сайту дозволяє користувачам створити сторінку для фінансування своєї кампанії, налаштувати обліковий запис PayPal, скласти список «пільг» для різних рівнів вкладень. Користувачі мають можливість публікувати свої проєкти через Facebook, Twitter та аналогічні платформи. Сайт стягує 4 % комісії з успішних кампаній. Для кампаній, що не змогли зібрати свою цільову суму, користувачі мають можливість безкоштовного відшкодування всіх грошей їх вкладникам, або можуть зберегти всі зібрані гроші, але з комісією у 9 %.
На відміну від аналогічних сайтів, таких як Kickstarter, Indiegogo виплачує кошти негайно, як тільки внески збираються на PayPal рахунку користувача. Згідно з Уолл-стріт джорнел, станом на січень 2014 року, було проведено більше 200 000 рекламних кампаній та зібрано «мільйони доларів».

## Інвестори
В травні 2014 року компанія розширилася і запросила нових інвесторів, включаючи Річарда Бренсона, засновника Virgin Group, голову Yelp Inc Макса Левчайна, голову Yahoo Board Мейнарда Уебба, Тіма Дрейпера та ін.